# Pasar Aceh
Pasar Aceh is een bestuurslaag in het regentschap Aceh Barat van de provincie Atjeh, Indonesië. Pasar Aceh telt 282 inwoners (volkstelling 2010).